# محافظة بيونغوون
محافظة بيونغون هي محافظة تقع في بيونغان الجنوبية، كوريا الشمالية.